# Simbabwische Cricket-Nationalmannschaft gegen Afghanistan in der Saison 2015/16
Die Tour der simbabwischen Cricket-Nationalmannschaft nach Afghanistan in der Saison 2015/16 fand vom 25. Dezember 2015 bis zum 10. Januar 2016 statt. Die internationale Cricket-Tour war Bestandteil der Internationalen Cricket-Saison 2015/16 und umfasste fünf ODIs und zwei Twenty20s. Afghanistan gewann die ODI-Serie 3–2 und die Twenty20-Serie 2–0.

## Vorgeschichte
Afghanistan spielte zuvor eine Tour gegen Oman, Simbabwe in Bangladesch.
Das letzte Aufeinandertreffen der beiden Mannschaften bei einer Tour fand in derselben Saison in Simbabwe statt.

## Stadion
Das folgende Stadion wurden für die Tour als Austragungsort vorgesehen.
| Stadion                             | Stadt   | Kapazität | Spiele                   |
| ----------------------------------- | ------- | --------- | ------------------------ |
| Sharjah Cricket Association Stadium | Sharjah | 27.000    | 1. – 5. ODI; 1. & 2. T20 |

## Kaderlisten
Afghanistan benannte seinen Kader am 22. Dezember 2015.
| ODI | ODI | Twenty20 | Twenty20 |
| Afghanistan | Simbabwe | Afghanistan | Simbabwe |
| --- | --- | --- | --- |
| - Asghar Stanikzai (K) - Yamin Ahmadzai - Mirwais Ashraf - Rokhan Barakzai - Usman Ghani - Amir Hamza - Nawaz Khan - Rashid Khan - Nawroz Mangal - Mohammad Nabi - Gulbadin Naib - Karim Sadiq - Shafiqullah - Rahmat Shah - Hashmatullah Shahidi - Mohammad Shahzad (wk) - Samiullah Shenwari - Sayed Shirzad - Dawlat Zadran - Najibullah Zadran - Noor Ali Zadran | - Elton Chigumbura (K) - Chamu Chibhabha - Tendai Chisoro - Graeme Cremer - Craig Ervine - Luke Jongwe - Neville Madziva - Hamilton Masakadza - Wellington Masakadza - Peter Moor - Richmond Mutumbami (wk) - Taurai Muzarabani - Tinashe Panyangara - Sikandar Raza - Malcolm Waller | - Asghar Stanikzai (K) - Yamin Ahmadzai - Mirwais Ashraf - Rokhan Barakzai - Usman Ghani - Amir Hamza - Nawaz Khan - Rashid Khan - Nawroz Mangal - Mohammad Nabi - Gulbadin Naib - Karim Sadiq - Shafiqullah - Rahmat Shah - Hashmatullah Shahidi - Mohammad Shahzad (wk) - Samiullah Shenwari - Sayed Shirzad - Dawlat Zadran - Najibullah Zadran - Noor Ali Zadran | - Elton Chigumbura (K) - Chamu Chibhabha - Tendai Chisoro - Graeme Cremer - Craig Ervine - Luke Jongwe - Neville Madziva - Hamilton Masakadza - Wellington Masakadza - Peter Moor - Richmond Mutumbami (wk) - Taurai Muzarabani - Tinashe Panyangara - Sikandar Raza - Malcolm Waller |

## One-Day Internationals

### Erstes ODI in Sharjah
| 25. Dezember Scorecard | Sharjah | Afghanistan 131 (38.5)          | – | Simbabwe 82 (30.5) |
|                        |         | Afghanistan gewinnt mit 49 Runs |   |                    |

### Zweites ODI in Sharjah
| 29. Dezember Scorecard | Sharjah | Simbabwe 253-7 (50)               | – | Afghanistan 254-6 (47.4) |
|                        |         | Afghanistan gewinnt mit 4 Wickets |   |                          |

### Drittes ODI in Sharjah
| 2. Januar Scorecard | Sharjah | Simbabwe 175 (48.3)           | – | Afghanistan 58 (16.1) |
|                     |         | Simbabwe gewinnt mit 117 Runs |   |                       |

### Viertes ODI in Sharjah
| 4. Januar Scorecard | Sharjah | Simbabwe 226 (49.1)          | – | Afghanistan 161 (45) |
|                     |         | Simbabwe gewinnt mit 65 Runs |   |                      |

### Fünftes ODI in Sharjah
| 6. Januar Scorecard | Sharjah | Simbabwe 248 (49.5)               | – | Afghanistan 254-8 (49.4) |
|                     |         | Afghanistan gewinnt mit 2 Wickets |   |                          |

## Twenty20 Internationals

### Erstes Twenty20 in Sharjah
| 8. Januar Scorecard | Sharjah | Afghanistan 187-7 (20)         | – | Simbabwe 182-7 (20) |
|                     |         | Afghanistan gewinnt mit 5 Runs |   |                     |

### Zweites Twenty20 in Sharjah
| 10. Januar Scorecard | Sharjah | Afghanistan 215-6 (20)          | – | Simbabwe 134 (18.1) |
|                      |         | Afghanistan gewinnt mit 81 Runs |   |                     |